# On First Looking into Chapman's Homer
On First Looking into Chapman's Homer en français : « Après avoir ouvert pour la première fois l'Homère de Chapman » est un sonnet pétrarquien en langue anglaise écrit par le poète romantique anglais John Keats en octobre 1816. Il exprime l'étonnement de l'auteur à la lecture du poète grec Homère librement traduite par le dramaturge élizabétain George Chapman.
Le poème est souvent cité comme un classique pour démontrer le pouvoir émotionnel d'une grande oeuvre artistique et la capacité de créer une épiphanie à son spectateur.

## Contexte

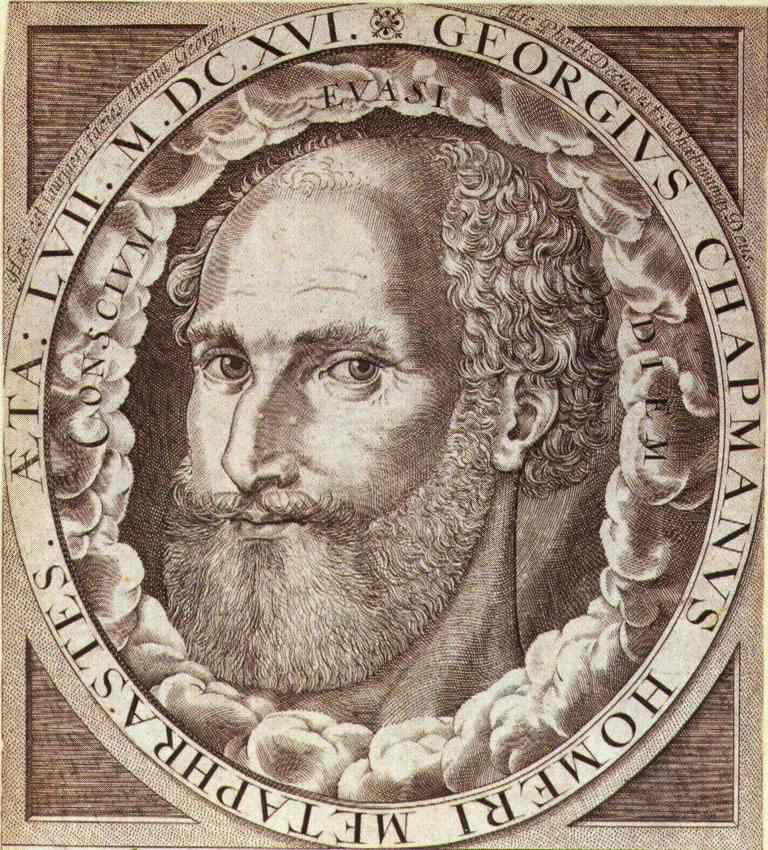
George Chapman, traducteur d'Homère

La génération de Keats était familier des traductions littéraires raffinées de John Dryden et d'Alexander Pope, qui donnaient à Homère un éclat urbain similaire à Virgile, mais exprimé en vers blanc ou en couplets héroïques. La paraphrase vigoureuse et terrestre de Chapman en 1616 a été posée devant Keats par Charles Cowden Clarke, un ami connu au pensionnat à Enfield Town (en). Ils se sont assis ensemble jusqu'au soir pour lire : « Keats poussa des cris de joie alors qu'un passage d'énergie particulière frappait son imagination. Le lendemain matin, à 10 heures du matin, Mr Clarke trouve le sonnet sur la table du petit déjeuner. » Le poème est publié pour la première fois dans The Examiner le 1er décembre 1816.

## Analyse

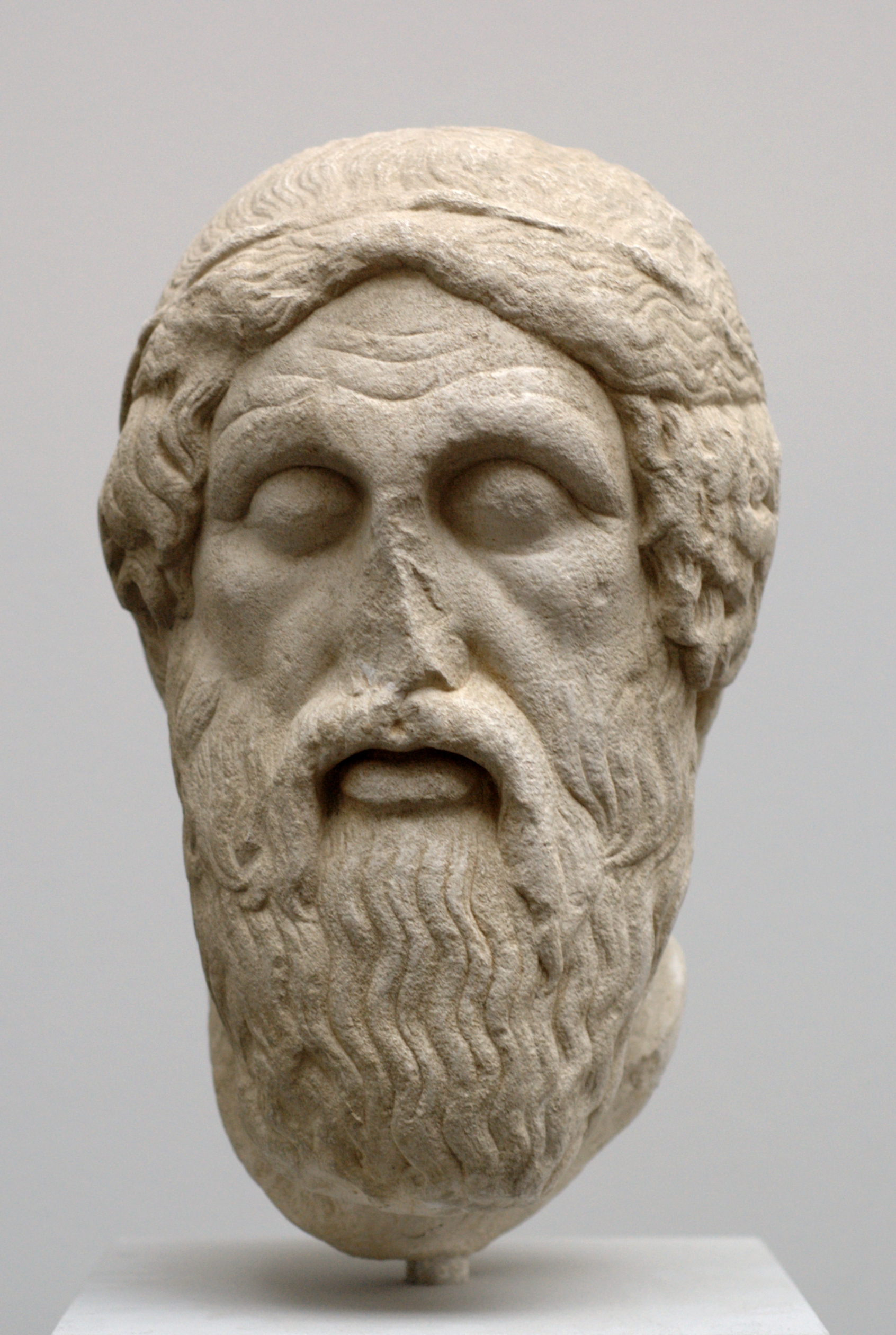
Homère

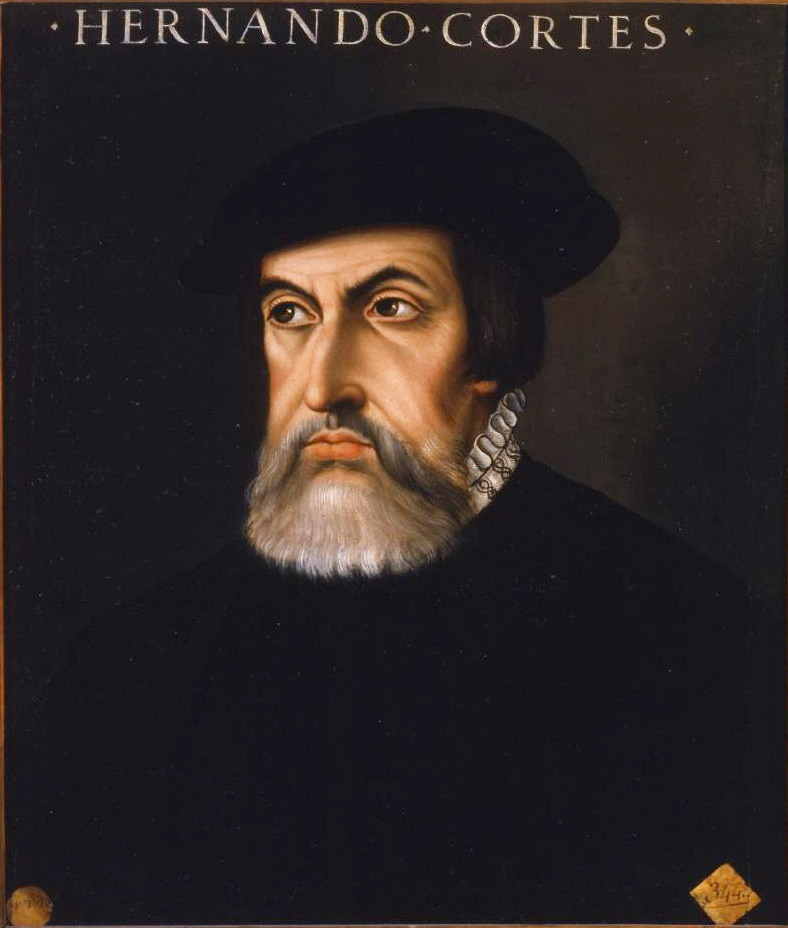
Cortés

Les « royaumes de l'or » dans la ligne d'ouverture semblent impliquer des richesses matérielles, jusqu'à ce que le nom d'Homère apparaisse ; ils sont ensuite reconnus comme des domaines littéraire et culturel. Parmi les nombreuses îles de la mer Égée, celle qui doit le plus sincèrement à Apollon, dirigeant des Muses inspirantes, est celle de Délos, l'île sacrée qui a vu naître Apollon. La mer Égée parsemée d’île se situe à l’est de la Méditerranée. Ainsi, lorsque Keats se réfère aux « îles occidentales » de sa propre expérience, il les contraste tacitement avec les Indes orientales, objectif qui a attiré au Nouveau Monde des aventuriers comme Cortez et Balboa est typique de la technique de Keats[réf. nécessaire].
Le deuxième quatrain introduit « une vaste étendue » régie par Homère, mais « entendu parler de » plutôt que d'être connue de Keats, car Homère écrivait en grec, et Keats, comme la plupart des Anglais cultivés de son temps, n'était à l'aise qu'en latin. Le « vaste espace » aurait pu être un horizon terrestre ou marin, mais dans le souffle de Keats, il sent qu'il est dans une « pure sérénité », il sent maintenant qu'il englobe toute l'atmosphère et la voix de Chapman résonne. Ce sentiment de découverte récente amène le lecteur à la volta : « Alors senti que je ... ».
La « nouvelle planète » était Uranus, découverte en 1781 par William Herschel, astronome royal de George III, la première planète inconnue des astronomes de l'Antiquité. C'était un nouveau monde dans les cieux.
En fait, ce sont les membres de l'expédition de Vasco Núñez de Balboa qui ont été les premiers Européens à voir la côte est du Pacifique en 1513, mais Keats a choisi de se concentrer sur Hernán Cortés ; « Darien » se réfère à la province panaméenne de Darién. Keats avait lu History of America de William Robertson et avait apparemment confondu deux scènes décrites : la découverte par Balboa du Pacifique et la première vue de Cortés sur la vallée de Mexico en 1519.

Balboa décrit : 

« Les Indiens leur assurèrent enfin, du haut de la montagne suivante, de découvrir l’océan qui faisait l’objet de leurs vœux. Quand, avec un labeur infini, ils avaient gravi la plus grande partie de la forte montée Balboa ordonna à ses hommes de s'arrêter et s'avança seul jusqu'au sommet afin d'être le premier à apprécier un spectacle qu'il désirait si longtemps. Dès qu'il vit la mer du Sud s'étendant dans une perspective infinie au-dessous de lui, il tomba à genoux et levant les mains au ciel, il rendit grâce à Dieu qui l'avait conduit à une découverte si bénéfique pour son pays et si honorable pour lui-même. Ses disciples, observant ses transports de joie, se précipitèrent pour les rejoindre. son émerveillement, son exultation et sa gratitude. »

— William Robertson, History of America, volume 3
Avant sa conquête du Mexique de 1519-1521, Cortés a été colonisateur, administrateur et conquistador à Hispaniola à partir de 1504 et à Cuba à compter de 1511. Il n'a jamais mis les pieds dans la province de Darién mais il a vu quelquefois l'Océan Pacifique après sa conquête du Mexique pendant une visite au Honduras en 1524-1526. Par la suite alors qu'il était gouverneur du Mexique, Cortés devient un explorateur majeur de la côte Pacifique du Mexique et de la Basse-Californie.
John Keats s'est simplement rappelé les grandes images, mais distinctes, de Cortés et de Darièn, plutôt que les contextes historiques réels. Charles Clarke a immédiatement remarqué l'erreur, mais Keats a choisi de la laisser, probablement parce que l'exactitude historique aurait nécessité une syllabe supplémentaire non désirée dans la ligne.
Rétrospectivement, la « pure sérénité » d’Homère a préparé le lecteur au « Pacifique ». C’est ainsi que l’analogie présentée dans la comparaison qui identifie la vaste étendue du « domaine » d’Homère avec le vaste Pacifique, qui étouffe ses découvreurs dans le silence, se fait sentir être le plus juste.
Keats modifia « yeux émerveillés » (dans le manuscrit original) en « yeux d'aigle », et « Pourtant, je ne pourrais jamais juger ce que les hommes pourraient signifier » (qui était la septième ligne dans la première publication de The Examiner) en « Pourtant est-ce que je n'ai jamais respiré sa pure sérénité ».

## Texte et traduction
| « Much have I travell'd in the realms of gold, And many goodly states and kingdoms seen; Round many western islands have I been Which bards in fealty to Apollo hold. Oft of one wide expanse had I been told That deep-brow'd Homer ruled as his demesne; Yet did I never breathe its pure serene Till I heard Chapman speak out loud and bold: Then felt I like some watcher of the skies When a new planet swims into his ken; Or like stout Cortez when with eagle eyes He star'd at the Pacific—and all his men Look'd at each other with a wild surmise— Silent, upon a peak in Darien. » | « J'ai longtemps voyagé dans les eldorados, J'ai vu bien des états et des royaumes magnifiques ; Et ma navigation a contourné mainte île occidentale Où quelque barde règne en ligne d'Apollon. Souvent j'avais ouï d'une vaste étendue Qu'Homère au front sourcilleux possède pour domaine ; Je n'en avais jamais toutefois respiré la sereine pureté Avant d'entendre la voix haute et forte de Chapman. Alors il me semble être un guetteur du ciel Qui voit soudain dans sa vision glisser une planète nouvelle, Ou l'impétueux Cortez quand, de son regard d'aigle, Il fixait le Pacifique – ses hommes, autour de lui, Se consultant des yeux, plein d'un présage fou — Sans dire un mot, debout, sur un pic du Darien. » |